# Grupo de busca
Na telefonia, grupo de busca (ou grupo de caça) é o método de distribuição de chamadas telefônicas feitas de um número telefônico para um grupo de várias linhas telefônicas. Mais especificamente, refere-se ao processo ou algoritmo usado para selecionar qual linha vai receber a chamada.
Os grupos de busca são compatíveis com alguns sistemas telefônicos PBX. Além disso, algumas companhias telefônicas fornecem esse recurso por uma pequena taxa. Algumas empresas de telefonia podem fornecer esse serviço de graça, mas cobra-se pelo redirecionamento de chamadas.

## Busca de linhas múltiplas
A busca de linhas múltiplas é uma funcionalidade que permite que várias linhas telefônicas se interconectem para formar um único grupo, chamado de grupo de busca. Este tipo de plano alternativo é uma forma um pouco mais complexa de redirecionamento de chamada. Se a linha chamada se encontrar ocupada, a chamada é direcionada para a próxima linha disponível. Caso não haja nenhuma linha disponível no grupo, a chamada ativa recebe um sinal de ocupado.

## Busca linear
Na busca linear, as chamadas são sempre direcionadas à linha de menor numeração. Isso também é conhecido como busca serial ou busca de terminal. Assemelha-se ao ocupado/encaminhamento de chamadas não-atendidas. As chamadas sempre são encaminhadas para a primeira linha, a menos que esta esteja ocupada. Se a primeira linha estiver ocupada, então passa para a segunda linha, depois para a terceira e assim sucessivamente até a última linha restante.
Essa configuração é mais facilmente encontrada em telefones de linhas múltiplas de pequenas empresas. Para os sistemas distribuidores automáticos de chamadas (em inglês ACD, Automatic Call Distributor) com alto volume de chamadas, este normalmente é o método menos preferido, pois as chamadas chegam em destinos que estão em processo de conclusão da chamada anterior, e dependendo as circunstâncias, podem ser os menos preparados para recebê-las.
A busca linear também pode causar problemas em equipamentos de atendimento automático de chamadas, especialmente se uma extensão de destino falha numa linha de enumeração inferior. Essa extensão interrompe grande parte das chamadas recebidas, já uma busca circular espalharia uniformemente a interrupção entre todas as chamadas, minimizando a possibilidade de uma interrupção maior.

## Busca circular
Na busca circular, as chamadas são distribuídas de forma "Round-robin". Se uma chamada for entregue na linha 1, a próxima chamada vai para a 2, a próxima para a 3. A sucessão ao longo de cada linha continua, mesmo que uma das linhas anteriores fique livre. Quando a extremidade do grupo de busca é atingida, a busca recomeça na primeira linha. As linhas só são ignoradas caso ainda estiverem ocupadas por uma chamada anterior.
A busca circular é um bom modo de distribuir chamadas para equipamentos eletrônicos de atendimento automático, como aparelhos de fax. 

## Busca de linhas mais ociosas
Na busca de linhas mais ociosas, as chamadas são direcionadas a uma linha qualquer que esteja livre por mais tempo. Considerando o período de tempo que o atendente esteve ocupado/disponível. Esse recurso costuma ser usado em centrais de atendimento onde as chamadas são atendidas por pessoas, para distribuir o trabalho uniformemente. 